# Сэйдж, Кей
Катрин Линн Сэйдж (англ. Katherine Linn Sage; 25 июня 1898, Нью-Йорк, США — 8 января 1963, Вудбери, Коннектикут, США) — американская художница-сюрреалистка, поэтесса.

## Биография
Родилась в богатой семье, дочь сенатора. Юность провела, путешествуя по Европе вместе с матерью.
В 1922 году отправилась в Италию, жила в Риме и Рапалло, где изучала итальянское классическое искусство. В 1937 году Кей переехала в Париж, где она познакомилась с художником Ивом Танги. Сэйдж присоединилась к парижской группе сюрреалистов в 1938 году. В 1940 году Кей вернулась в США, в том же году в Неваде Сэйдж и Танги поженились.
Смерть мужа в 1955 году стала большой трагедией для Кей. С 1958 года она почти перестала заниматься живописью.
В 1963 году, находясь в тяжёлой депрессии, она покончила с собой.